# Franklin Moses
Franklin Moses, född 1838 i Sumter District i South Carolina, död 11 december 1906 i Winthrop i Massachusetts, var en amerikansk republikansk politiker. Han var South Carolinas guvernör 1872–1874.
Moses studerade vid South Carolina College (numera University of South Carolina), studerade sedan juridik och inledde sin karriär som advokat i South Carolina.
Moses efterträdde 1872 Robert Kingston Scott som South Carolinas guvernör och efterträddes 1874 av Daniel Henry Chamberlain.
Moses avled 1906 och gravsattes i Winthrop i Massachusetts.